# Kombinációs kűr szinkronúszás a 2011-es úszó-világbajnokságon
A 2011-es úszó-világbajnokságon a szinkronúszáson belül a kombinációs kűrt július 19-én és 21-én között tartották meg. Előbb  a selejtezőket, utána a döntőt.

## Érmesek
| Arany | Ezüst | Bronz |
| Oroszország · Anasztaszija Davidova · Marija Gromova · Natalja Iscsenko · Elvira Haszjanova · Szvetlana Kolesznyicsenko · Darja Korobova · Alekszandra Packevics · Szvetlana Romasina · Alla Siskina · Anzselika Tyimanyina · Anisy Olkhova(tartalék) · | Kína · Chang Si · Chen Xiaojun · Fan Jiachen · Guo Li · Huang Xuechen · Liu Ou · Luo Xi · Sun Wenyan · Wu Yiwen · Yu Lele · Jiang Tingting (tartalék) · Jiang Wenwen (tartalék) | Kanada · Genevieve Belanger · Marie-Pier Boudreau Gagnon · Stephanie Durocher · Jo-Annie Fortin · Chloe Isaac · Stephanie Leclair · Tracy Little · Elise Marcotte · Karine Thomas · Valerie Welsh · Gabrielle Cardinal (tartalék) · Erin Willson (tartalék) |

## Eredmények
| Helyezés  | Nemzetiség | Selejtező | Selejtező | Döntő  | Döntő    |
| Helyezés  | Nemzetiség | Pont      | helyezés  | Pont   | Helyezés |
| --------- | ---------- | --------- | --------- | ------ | -------- |
| Aranyérem | RUS        | 97.970    | 1         | 98.470 | 1        |
| Ezüstérem | CHN        | 96.320    | 2         | 96.390 | 2        |
| Bronzérem | CAN        | 95.250    | 4         | 96.150 | 3        |
| 4         | ESP        | 95.640    | 3         | 95.740 | 4        |
| 5         | UKR        | 92.410    | 5         | 92.080 | 5        |
| 6         | ITA        | 90.650    | 6         | 90.550 | 6        |
| 7         | GBR        | 87.310    | 7         | 87.760 | 7        |
| 8         | PRK        | 84.340    | 9         | 86.340 | 8        |
| 9         | NED        | 84.430    | 8         | 85.440 | 9        |
| 10        | KAZ        | 83.680    | 10        | 82.610 | 10       |
| 11        | MAC        | 71.570    | 11        | 70.610 | 11       |
| 12        | SIN        | 70.400    | 12        | 70.240 | 12       |
| 13        | THA        | 69.700    | 13        |        |          |
| 14        | INA        | 65.780    | 14        |        |          |
| 15        | HKG        | 65.540    | 15        |        |          |